# Jernej Zoran
Jernej Zoran, slovenski kitarist in kantavtor * 5. marec 1973, Novo mesto, SR Slovenija, SFR Jugoslavija.
Sodeloval je v zasedbah Minister Gregor (1989-1991), Madžars (1992-1995), Tunke (1998-1999), Lucky Cupids (1999-2000), Društvo mrtvih pesnikov (2003-2010).
V obdobju 1999-2002 je vodil Jernej Zoran Trio v zasedbi Jernej Zoran (kitara), Boštjan Jerman (bas), Miro Tomšič (bobni) / kasneje Matej Ferlič (bas), Marko Zajc (bobni).  
Avgusta 1999 je trio posnel demo CD s priredbami rockovskih klasik z naslovom We will rock you.
2001 je v samozaložbi izšel Zoranov prvi samostojni album »Avgustovski kosci«.

## Oprema

### Kitare
- Fender American Standard Stratocaster lefthand 1997
- Fender Telecaster 2009
- Epiphone Les Paul 2008
- Yamaha APX 6LA akustična kitara 1998

### Ojalevalec
- Fender Hot Rod Deluxe Texas Red

### Efekti
- TC Electronic Nova Drive
- TC Electronic Nova Delay
- Digitech EX-7
- Electro Harmonix Micro Pog
- Dunlop Rotovibe
- Electro Harmonix Big Muff
- Ibanez Tube Screamer